# Armeekorps z.V.
L'Armeekorps z.V. (zur Vergeltung) (letteralmente "corpo d'armata per ritorsioni") era un'unità delle Waffen-SS responsabile dell'utilizzazione delle armi a razzo V1 e V2, durante il periodo finale della seconda guerra mondiale; l'unità fu istituita formalmente il 4 febbraio 1945 dal Reichsführer-SS Heinrich Himmler tramite la ristrutturazione e l'ampliamento della preesistente SS-Division z.V., divenendo responsabile di tutte le operazioni delle V1 e V2.
L'unità ebbe una vita molto breve, e già il 10 aprile 1945 il suo personale fu trasformato in un'unità motorizzata (Infanterie-Division z.V.) operando sul fronte occidentale prima all'interno dell'Heeresgruppe Blumentritt e poi della 12. Armee; i superstiti dell'unità si arresero alle forze statunitensi il 1º maggio 1945.

## Comandanti
SS-Obergruppenführer und General der Waffen-SS Dr. Ing. Hans Kammler (27 gennaio 1945 – 11 aprile 1945)

## Ordine di Battaglia
V2:
- SS-Division z.V.

V1
- 5. FlaK-Division (W)
  - FlaK-Regiment 155 (W)
  - FlaK-Regiment 255 (W)
  - Luftnachrichten-Abteilung 155 (W)
  - Luftnachrichten-Betriebs-Kompanie 125